# Julián Conrado
Julián Conrado, de son vrai nom « Guillermo Enrique Torres », est un ex-combattant des Forces armées révolutionnaires de Colombie, élu maire de Turbaco en 2019.

## Biographie
Né en 1954 à Turbaco, sa mère était blanchisseuse et son père chauffeur de bus. Il apprend à jouer de la guitare dans son enfance et devient musicien, composant plus d'une centaine de chansons, dont deux pour le chanteur et accordéoniste Alfredo Gutiérrez.
Julian Conrado rejoint les FARC en 1984 à la suite de la répression subie par l'Union patriotique, parti dans lequel il militait. Musicien, il produit en 1989 un album qui circule sur les radios des FARC. Il s'est notamment fait connaître dans les années 1998-2002, lors du processus de paix du Caguán, en chantant en s'accompagnant d'une guitare, devant les journalistes des ballades à la gloire de la guérilla.
Anonnoncé mort en mars 2008 par le gouvernement colombien dans le bombardement du camp de Raúl Reyes, il réapparait en 2011 lors de son arrestation au Venezuela. Sa détention par les autorités vénézuéliennes provoque une controverse au sein des forces politiques constituant la coalition pro-gouvernementale ; le Parti communiste active une campagne en faveur de sa libération, également soutenue par les secteurs les plus révolutionnaires du Parti socialiste unifié. Le président Hugo Chavez refuse finalement son extradition vers la Colombie mais il reste emprisonné jusqu'en février 2014, date à laquelle le Tribunal suprême de justice ordonne sa libération. Il part alors pour Cuba. Le rappeur espagnol Pablo Hasél le soutient dans la chanson Imposible silenciarlo.
Après la démobilisation des FARC en 2016, il se réinsère dans la société civile. Candidat aux élections municipales dans sa ville natale en 2019, il est élu avec le soutien du parti Colombia Humana, de l'Union patriotique et de la FARC (parti issu de la guérilla). 